# Liliger
Liliger je kříženec mezi samcem lva (Panthera leo) a samicí ligera (Panthera leo × Panthera tigris).  První takový kříženec se narodil v roce 1943 v Zoo Hellabrunn. Liligery se podařilo odchovat například v novosibiřské zoo.